# Historia de la selección de fútbol de Colombia

## Años 2000 - 2009

### Copa de Oro de la Concacaf 2000
Luis Augusto "El Chiqui" García tomaba las riendas de una selección que venía de ser goleada y eliminada del Preolímpico de Brasil por 0-9, a manos del local en el famoso "Londrinazo". El siguiente objetivo era la Copa de Oro, a la cual Colombia fue invitado por la Concacaf, todo por ser la próxima sede de la Copa América. En el debut del grupo a, Colombia recibía a Jamaica en el Orange Bowl Stadium de Miami, Colombia derrotaría a los jamaiquinos 1-0 con gol de Gonzalo Martínez Caicedo al minuto 15. El segundo partido fue contra Honduras cayendo 0-2 con goles de Carlos Pavón y Milton Tayson Núñez en los minutos 75 y 78. La Selección Colombia ya estaba clasificada a la siguiente ronda pese a la derrota ante Honduras, pues había derrotado en el anterior partido a Jamaica por 1-0.
Ya en la siguiente ronda, Colombia recibía en cuartos de final a Estados Unidos, que empezó ganando con gol de Brian Wride en el minuto 20, y cuatro minutos después Faustino Asprilla igualaría el cotejo al minuto 24. Con este resultado los dos equipos se fueron al descanso. Ya en el segundo tiempo, otra vez tomarían ventaja los estadounidenses con gol de Chris Armas en el minuto 51, y faltando nueve minutos para terminar el tiempo reglamentario, Gerardo Bedoya marcaría el empate 2-2, por lo cual el partido se iría a la prórroga con la regla del gol de oro. Ninguno de los dos equipos marcó gol en la prórroga, lo cual se tendría que definir desde el punto penal. Colombia salió victoriosa en los penales ya que Estados Unidos solo convirtió un solo penal y falló cuatro, mientras que Colombia falló dos y convirtió dos, avanzando Colombia a la semifinal del torneo.
Ya en semifinales, Colombia se enfrentaba a Perú; empezaría ganando con un autogol de Marcial Salazar en el minuto 39, después en el minuto 53 Víctor Bonilla anotaría el segundo gol, y el descuento de los peruanos fue de Roberto Palacios en el minuto 75. Con esto Colombia accedió a la final del torneo frente a los canadienses.
Colombia llegaba a la final de la Copa de Oro luego de superar a Jamaica y a Honduras en la fase de grupos, a Estados Unidos en cuartos de final y a Perú en semifinales. Canadá llegaba como la sorpresa del torneo, luego de superar a Costa Rica y a Corea del Sur en la fase de grupos, a México en cuartos de final y a Trinidad y Tobago en semifinales. Canadá empezó ganando en el minuto 45 con gol de Jeison Devos, y después ampliaría la ventaja con gol de Carlo Corazzin de penalti en el minuto 67. Canadá sería el campeón de la Copa de Oro por segunda vez en su historia, y Colombia sería el subcampeón de la Copa de Oro.

### Copa América 2001
En 2001, Colombia albergó la Copa América; jugó en condición de local la fase de grupos en el estadio Metropolitano Roberto Meléndez de Barranquilla. En su condición de organizador, Colombia se ubicó en el grupo A en conjunto con Chile, Ecuador y Venezuela. Debutó el 11 de julio contra su similar Venezuela, en un encuentro que terminó 2-0 a su favor. Su siguiente rival fue Ecuador en partido disputado el 14 de julio, en el que Colombia venció por la mínima diferencia. Para el cierre de grupo logró una victoria 2-0 sobre Chile logrando su paso a cuartos sin recibir goles en contra.
En cuartos de final el seleccionado viajó a Armenia para enfrentar a la selección de Perú, Aristizabal rompió el marcador en el minuto 50 poniendo el 1:0, en el minuto 65 Hernández marcó el segundo tanto del partido y 3 minutos después Víctor Hugo Aristizabal marcó su segundo gol dejando como final un 3:0 a favor de Colombia. Para las semifinales el seleccionado nacional viajó a Manizales, el 26 de julio enfrentó a Honduras. Colombia partió ganando con un gol de Bedoya al minuto 6, para marcar en el segundo tiempo Aristizábal el segundo tanto, que dio el resultado final. La final se disputó en Bogotá contra México. En los primeros 45 minutos ninguno de los dos equipos marcó gol; durante el segundo tiempo después de un tiro libre, Iván Ramiro Córdoba marcó de cabeza el único gol del partido. Colombia batió todos los récords al ganar la Copa de manera invicta y sin recibir goles en contra. Víctor Hugo Aristizabal terminó como goleador del torneo con 6 anotaciones.

### Eliminatorias Corea del Sur y Japón 2002
En las Eliminatorias Sudamericanas al Mundial Corea y Japón 2002, Colombia finalizaría las eliminatorias en el sexto puesto con 27 puntos, 20 goles a favor y 15 en contra, la selección terminaría con los mismos puntos que Uruguay quién clasificaría al Repechaje del Mundial, pero Uruguay tenía una diferencia de 6 y Colombia tenía de 5, así que no clasificaría a la Copa Mundial de 2002. Colombia iniciaría las eliminatorias jugando frente a Brasil el 28 de marzo de 2000 en el Estadio Nemesio Camacho El Campín de Bogotá, donde empatarían 0-0. El segundo partido de la Selección colombiana sería frente a Bolivia en La Paz, el partido terminaría 1-1 con gol de Jairo Castillo para los colombianos. En el tercer encuentro se enfrentó al seleccionado de Venezuela, al cual golearían 3-0 en Bogotá con goles de Alexander Viveros, Iván Córdoba de penal e Iván Valenciano marcaría el tercero. En el cuarto partido, Colombia enfrentaría al duro seleccionado de Argentina en Bogotá, donde caería por 1-3. Gabriel Batistuta y Hernán Crespo con un doblete anotarían para los albicelestes, mientras que Franky Oviedo descontaría para los colombianos. En el quinto partido los colombianos vencerían a Perú en Lima por 1-0 y en el siguiente encuentro empatarían sin goles en Quito contra Ecuador. Los colombianos dirigidos por Luis Augusto "El Chiqui" García empezaban a conseguir buenos resultados jugando a un gran nivel, en los siguientes dos partidos, derrotarían por 1-0 a Uruguay con gol de Jairo Castillo en el Nemesio Camacho El Campín de Bogotá, y por el mismo resultado vencerían a Chile en Santiago con un gol de chilena de Castillo. En la novena fecha, Colombia recibía de local a Paraguay, los guaraníes darían la sorpresa y vencerían a los colombianos por 0-2 con goles de Roque Santa Cruz y José Luis Chilavert.
En la segunda ronda de las Eliminatorias Sudamericanas al Mundial 2002, Colombia empezaría perdiendo contra Brasil en Sao Paulo por 1-0 con el único gol de Roque Júnior al último minuto, pero se recuperarían y vencerían en la siguiente fecha a Bolivia por 2-0 en Bogotá. El 24 de abril de 2001 Colombia empataría en otro partido 2-2 frente a su similar de Venezuela en la ciudad de San Cristóbal (Venezuela), al terminar este partido el técnico Luis Augusto García sería despedido por los resultados regulares que había conseguido. El 3 de junio de 2001, ya con Francisco Maturana al mando de la Selección, los colombianos perderían por 0-3 frente a Argentina en el estadio Monumental y volverían a caer ante Perú por 0-1 en Bogotá. Colombia necesitaba recuperarse y ganar para tener posibilidades de clasificar, pero empatarían 0-0 ante Ecuador y 1-1 ante Uruguay, Federico Magallanes abriría el marcador para los charrúas de penalti, y Arnulfo Valentierra con un golazo empataría el partido 1-1 para los colombianos. En sus dos últimos partidos de eliminatorias, que serían decisivos, la Selección Colombia ganaría los dos encuentros, primero ante Chile en Bogotá por 3-1 con goles de Freddy Grisales, Juan Pablo Ángel de penal y Jérson González con un golazo de globo, el descuento de Chile lo marcaría Riberos de tiro libre. En el último partido frente a Paraguay en Asunción, Colombia necesitaba ganar por 5 goles o más para clasificar al repechaje , algo que parecía casi imposible, pero ganaría por 4-0 de visitante con triplete de Víctor Aristizábal y el último de Rafael Castillo, Colombia no clasificó al Mundial, pero terminaría las eliminatorias de gran manera, ubicándose en el quinto lugar del ranking FIFA.

### Copa FIFA Confederaciones 2003
Como campeones de la Copa América, a la Selección Colombia le correspondió participar en la Copa FIFA confederaciones, la cual se disputó en 2003. El torneo comenzó el 18 de junio y concluyó el 29 de junio, por lo que el conjunto colombiano viajó hasta Francia para ocupar un cupo del grupo A formado por Francia, Nueva Zelanda y Japón y la escuadra nacional.
Colombia debutó 18 de junio frente a Francia en condición de visitante, el partido concluyó con un 1-0 a favor de Francia con un gol desde el punto penal que anotó Thierry Henry. Su segundo encuentro lo disputó el 20 de junio frente a Nueva Zelanda, durante los primeros 45 minutos el partido estaba a favor de los neozelandeses, que superaban a la escuadra colombiana por la mínima diferencia (1-0), sin embargo durante el segundo tiempo Jorge López Caballero lanza un potente remate desde fuera del área sentenciando el 1-1, para que luego Mario Yepes con una chilena diera vuelta el partido dejando a Colombia con el resultado de 2-1 (siendo su primer gol con la selección colombiana), y, posteriormente, en el minuto 85, Giovanni Hernández logró el 3-1 como resultado final. Para clasificar a la fase final del torneo, Colombia debía lograr una victoria frente a la Selección de fútbol de Japón, en el partido no hubo goles en el primer tiempo, pero en la segunda etapa Giovanni Hernández marcó el único gol del partido tras un pase de Arnulfo Valentierra, dando como resultado definitivo un 1-0 y así avanzaron a la semifinal del certamen.
La semifinal se jugó el 26 de junio y su rival era Camerún quien encabezaba el grupo B donde se encontraba Brasil, Estados Unidos y Turquía. Los leones indomables a quienes ya habían enfrentado en la Copa Mundial de Fútbol de 1990, comenzaron ganando desde el principio del partido con un gol marcado por Ndiefi al minuto 9, el cual después se convirtió en el resultado final, lo que dejó a Colombia disputando el partido por el tercer lugar. El partido se recuerda de manera trágica, pues fue cuando murió el jugador camerunés Marc-Vivien Foé durante el partido. En el último juego, se enfrentó con Turquía el 28 de junio; a pesar de los buenos resultados y buen juego de Colombia, no pudo ganar dejando como resultado final un 1-2, quedándose con el cuarto puesto entre los mejores seleccionados de cada confederación participante en el certamen, pero dejando en alto una buena imagen del fútbol para el país.

### Copa América 2004
La Copa América de 2004 se realizó en Perú en el transcurso del mes de julio. Colombia llegaba como la vigente campeona continental después de conquistar el campeonato en 2001. La selección nacional, dirigida entonces por el técnico Reinaldo Rueda fue emparejada en el Grupo A junto al anfitrión Perú, Bolivia y Venezuela. Colombia realizó su debut el 6 de julio en el estadio Nacional de Lima, frente a Venezuela. El partido terminó con victoria de los colombianos 1-0 con gol de Tressor Moreno en el minuto 23. Colombia sumó sus primeros 3 puntos y se ubicó como líder en solitario del grupo, ya que en el otro partido Perú y Bolivia empataron a 2 goles. En el segundo partido, Colombia se enfrentó al combinado de Bolivia, y de nuevo consiguió la victoria (y otros 3 puntos) por 1-0 con un gol de Edixon Perea a los 90 minutos. En el tercer y último partido del grupo A, Colombia tuvo por rival a la selección anfitriona del campeonato, Perú. El encuentro finalizó con un empate 2-2, con los goles de Edwin Congo en el minuto 34 y Abel Aguilar en el 54 por parte del combinado colombiano. De esta manera, Colombia terminó como líder del grupo con 7 puntos (2 victorias y 1 empate).
En los cuartos de final, Colombia se encontró con el combinado de Costa Rica, que había clasificado como el segundo mejor tercer equipo de la fase de grupos. Colombia derrotó a los costarricenses por 2-0 con los goles de Abel Aguilar (minuto 41) y de Tressor Moreno (minuto 45) y obtuvo su clasificación a las semifinales, en las que se enfrentarían los cuatro mejores equipos del continente. Argentina fue el rival de Colombia en las semifinales, la venció por 3-0, y la dejó sin posibilidad de defender el título. Colombia jugó el último partido de esa edición de la Copa América ante el conjunto uruguayo en la búsqueda por el tercer puesto. Uruguay derrotó a Colombia por 1-2. Los colombianos obtuvieron así su segundo cuarto puesto en la historia de la Copa América.

### Eliminatorias Alemania 2006
En las eliminatorias a la Copa Mundial de Fútbol Alemania 2006, la Selección Colombia obtuvo el 6.° puesto con 25 puntos y no logró clasificarse al Mundial que se celebró en Alemania, Colombia quedó a 1 punto de Uruguay, que se clasificó al Repechaje del Mundial del 2006. A lo largo de las eliminatorias, Colombia jugó con 28 futbolistas y con 2 técnicos: Francisco Maturana y Reinaldo Rueda.

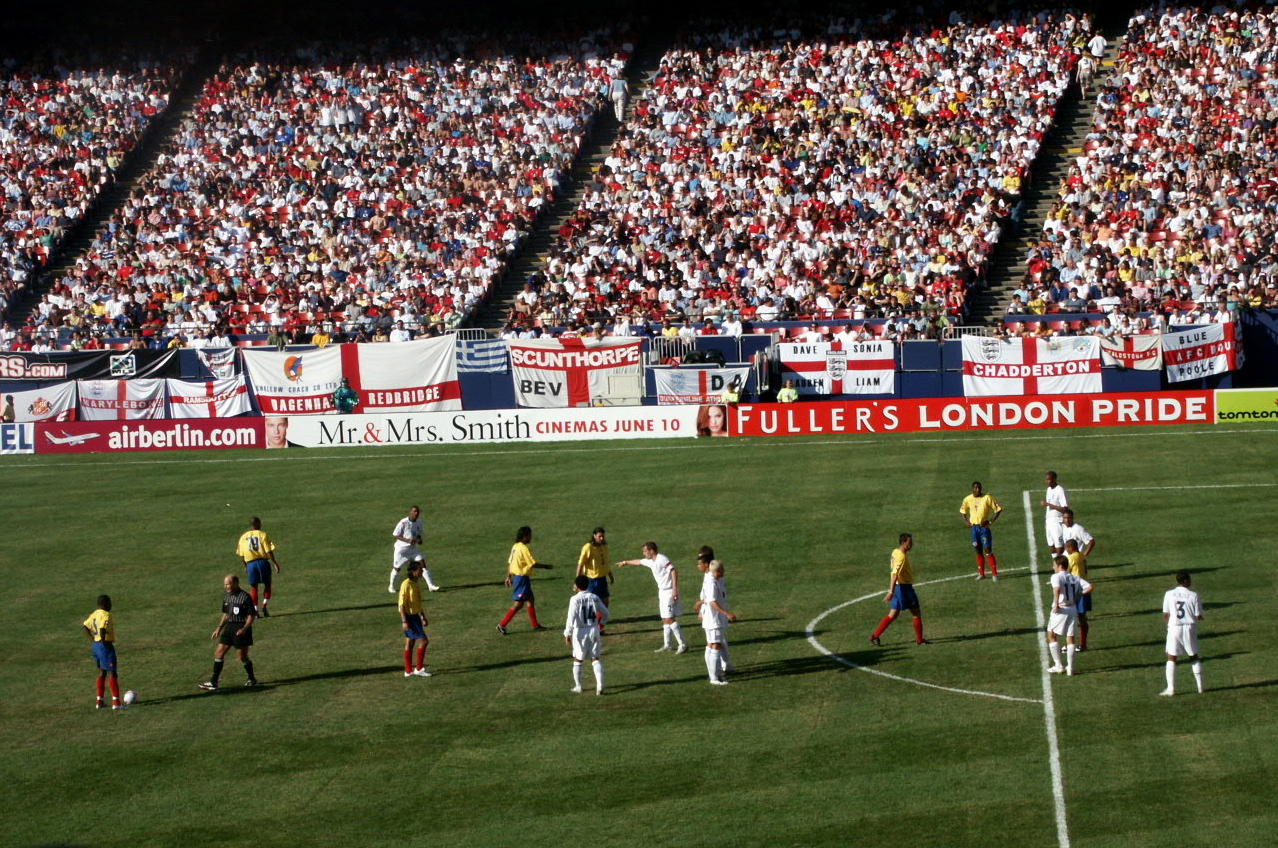
Colombia en un partido jugado contra Inglaterra en East Rutherford, USA (2005).

En su debut en las eliminatorias, Colombia perdió 1-2 contra Brasil en el estadio Metropolitano Roberto Meléndez de Barranquilla, Ronaldo y Kaká anotaron para Brasil y Juan Pablo Ángel descontó para Colombia. En el segundo partido, Colombia perdió contra Bolivia por goleada 4-0 en La Paz. En los siguientes 2 partidos Colombia perdió contra Venezuela en Barranquilla por 0-1 y empató contra Argentina por 1-1 en el Metropolitano con goles de Hernán Crespo para los argentinos y Juan Pablo Ángel para los colombianos. Con los malos resultados de La selección, 3 derrotas y 1 empate en 4 partidos de eliminatorias, la Federación Colombiana de Fútbol designó a Reinaldo Rueda para reemplazar a Francisco Maturana. El 31 de marzo de 2004, en el debut de Reinaldo Rueda como entrenador en las eliminatorias, Colombia venció de visitante en Lima a Perú por 0-2 con goles de Freddy Grisales y Franky Oviedo, pero en el partido siguiente perdió contra Ecuador en Quito por 2-1. El 6 de junio de 2004, Colombia jugó su mejor partido en las eliminatorias, goleando por 5-0 en el estadio Metropolitano a Uruguay con doblete de Víctor Danilo Pacheco, un gol de Tressor Moreno, otro de John Restrepo y otro de Sergio Herrera. En los últimos dos partidos de la primera vuelta, Colombia empató sin goles ante Chile en Santiago y empató 1-1 ante Paraguay, Freddy Grisales abrió el marcador para Colombia y Diego Gavilán anotó para los paraguayos.
En la segunda vuelta de las eliminatorias Sudamericanas al Mundial 2006, Colombia empató sin goles ante Brasil en Maceió, luego venció por la mínima diferencia a Bolivia en Barranquilla con gol de Mario Yepes. Frente al combinado de Venezuela, Colombia logró empatar en un partido sin goles en Maracaibo, y contra Argentina, la selección perdió por 1-0 en el Estadio Monumental de Buenos Aires con gol de Hernán Crespo. El 4 de junio de 2005, Colombia jugó un excelente partido y venció por un contundente 5-0 a Perú en Barranquilla, Luis Gabriel Rey, Elkin Soto, Juan Pablo Ángel, John Restrepo y Edixon Perea anotaron los 5 goles del conjunto colombiano, y en el siguiente partido, Colombia derrotó por 3-0 a Ecuador en el estadio Metropolitano con doblete de Tressor Moreno y uno de Martín Arzuaga. El 4 de septiembre de 2005, el seleccionado colombiano perdió por 3-2 frente a Uruguay en el estadio Centenario de Montevideo, Elkin Soto y Juan Pablo Ángel anotaron para los colombianos, mientras que Marcelo Zalayeta anotó un triplete para darle la victoria a los charrúas. En sus últimos dos partidos de eliminatorias, la Selección Colombia empató por 1-1 contra Chile en Barranquilla, Luis Gabriel Rey abrió el marcador, pero Francisco Rojas empató para Chile, y en el partido decisivo de clasificar al Mundial de Alemania para Colombia, la selección colombiana derrotó por 0-1 a Paraguay de visitante en Asunción, el único gol lo anotó Luis Gabriel Rey. Sin embargo, esto no fue suficiente para clasificar al mundial, ya que Uruguay se quedó con el repechaje, aun así, la Selección colombiana terminó en el 23.° lugar del Ranking FIFA.

### Copa América 2007
La Copa América de 2007 se realizó en los meses de junio y julio en Venezuela. El 14 de febrero de 2007 fue realizado el sorteo de los equipos para la fase de grupos. Colombia se ubicó en el Grupo C junto a las selecciones de Argentina, Paraguay y Estados Unidos.
El conjunto entrenado por Jorge Luis Pinto debutó en el torneo en la ciudad de Maracaibo ante la selección de Paraguay. En un partido que en un principio parecía igualado, la "albirroja" goleó al combinado colombiano por 5:0. Tras la derrota, el conjunto de Pinto solo podía clasificar a la segunda fase con victorias en los siguientes encuentros. El segundo partido enfrentó a Colombia con el seleccionado de Argentina. A los colombianos solo les servía la victoria para seguir con vida en la competencia. En el minuto 10, Edixon Perea adelantó al conjunto colombiano. Argentina logró el empate diez minutos después mediante un penalti que convirtió Hernán Crespo. Antes de finalizar la primera parte, Riquelme hizo un doblete en los minutos 34 y 45. En el segundo período del partido Jaime Castrillón anotó en el minuto 76 y acortó las distancias, pero en el tiempo añadido (minuto 91) Diego Milito sentenció el encuentro. El partido finalizó 4:2 y Colombia quedó eliminada a falta de un partido.
En el último partido del grupo Colombia se enfrentó a la selección de Estados Unidos. Ambas selecciones estaban matemáticamente eliminadas tras encadenar dos derrotas contra Argentina y Paraguay. A los 15 minutos de partido, Jaime Castrillón anotó el único tanto del encuentro, el arquero Róbinson Zapata fue expulsado al minuto 86 tras recibir dos tarjetas amarillas, su reemplazo en el arco fue el delantero Hugo Rodallega quien en ese mismo partido fallo un penal, el partido finalizó con la victoria colombiana 1:0. Colombia resultó eliminada en una decepcionante actuación con 2 derrotas y 1 victoria, y un total de 9 goles en contra y solo 3 a favor, esto causó dudas y fuertes críticas por la continuación del entrenador Jorge Luis Pinto.

### Eliminatorias Sudáfrica 2010

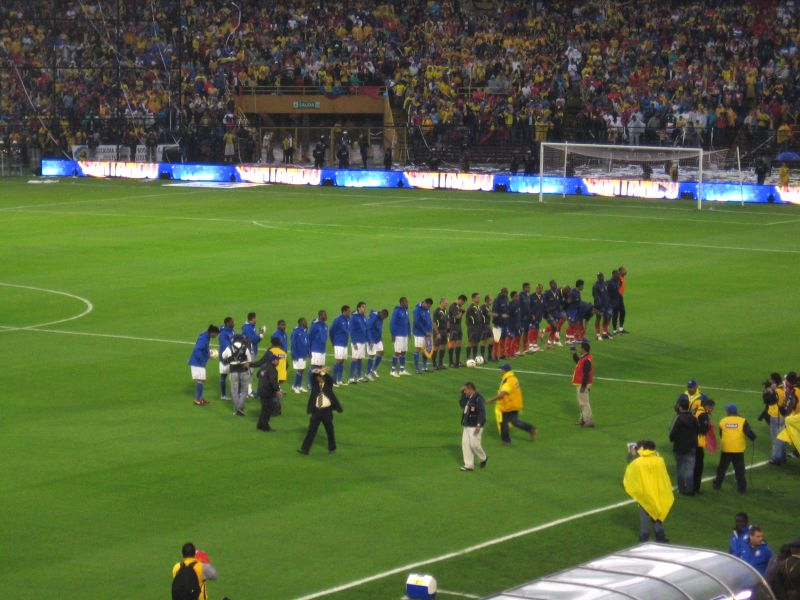
Himnos protocolarios previos a un partido entre Colombia y por las Eliminatorias al Mundial de 2010.

En la Clasificación de Conmebol para la Copa Mundial de Fútbol de 2010, Colombia inició su participación con dos empates 0-0 (como local en Bogotá ante Brasil y en La Paz ante Bolivia). El 17 de noviembre le ganó 1-0 a Venezuela y el 20 del mismo mes se impuso, también como local a Argentina, líder y favorito hasta el momento con 2-1 en un destacado partido. Casualmente, el mismo técnico de Argentina, Alfio Basile ya habría caído frente a la selección Colombia en dos ocasiones, una de las cuales finalizó 5-0, en el Estadio Monumental. El 14 de junio de 2008 empató con Perú en un partido jugado en Lima, con un marcador de 1-1. Previo a este resultado empató ante Ecuador en el estadio de Atahualpa en Quito 0:0. En la séptima y octava fecha, Colombia perdió sus juegos ante Uruguay en Bogotá 0-1, y de visita le fue propinada una humillante derrota 4-0 ante Chile en Santiago.
Estos resultados tuvieron como consecuencia la caída del equipo colombiano al séptimo lugar de la tabla. Ante ello, los directivos de la Federación Colombiana de Fútbol tomaron la decisión de destituir al entrenador Jorge Luis Pinto y nombrar como estratega interino a Eduardo Lara. En su debut el 11 de octubre, a pesar de mejorar su juego, el equipo cayó 0:1 en Bogotá contra Paraguay. y en su segundo partido esta vez contra Brasil el marcador fue 0:0. El 28 de marzo, le ganó a Bolivia por 2:0, y luego cayó por 2:0 frente a Venezuela.
En la reanudación de las eliminatorias suramericanas el 6 de junio de 2009, Colombia cayó en Buenos Aires frente a Argentina por 1-0, pese a su buena actuación. Posterior a este juego se enfrentó a Perú y logró ganarle apenas 1-0, siendo el conjunto peruano el último de la eliminatoria.
El 5 de septiembre, Colombia jugó contra Ecuador ganando 2-0 con goles de Jackson Martínez en el minuto 81 y de Teófilo Gutiérrez en el minuto 4 de la reposición. El 9 de septiembre de 2009, en Montevideo, Colombia cayó derrotada 3-1 con Uruguay en Montevideo, cayendo al octavo lugar de la tabla, luego de las victorias obtenidas por Ecuador y Venezuela. El 10 de octubre de 2009 Colombia sentencia su eliminación después de perder contra Chile en Medellín 2-4 luego de abrir el marcador e ir ganando. Sin embargo obtuvo su única victoria de visitante ya en el último partido contra Paraguay 2-0 con goles de Adrián Ramos y Hugo Rodallega quedando en la posición 7 con 23 puntos y una diferencia de gol de -4.

## Años 2010 - 2019

### Copa América 2011

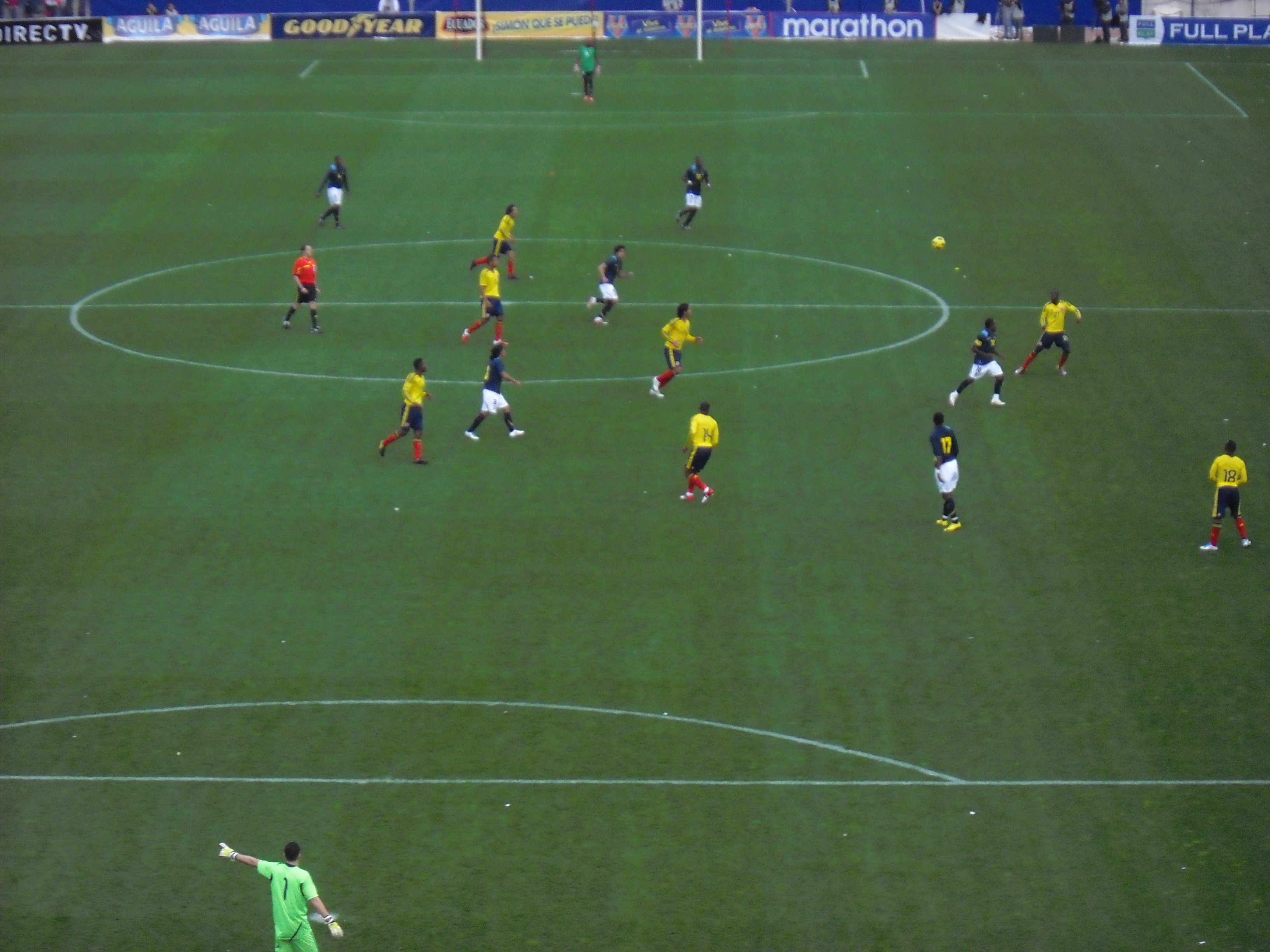
Colombia enfrentado al Seleccionado de Ecuador en el estadio Vicente Calderón, Madrid.

La Selección Colombia fue emparejada en el Grupo A junto con el equipo anfitrión Argentina, Bolivia y Japón. Finalmente tras varios incidentes la Selección de fútbol de Japón decidió no asistir al torneo y en su lugar jugó la Selección de Costa Rica.
El primer partido fue el 2 de julio de 2011 en el estadio 23 de agosto, en San Salvador de Jujuy. Colombia debutó con victoria ante el seleccionado costarricense por el marcador de 1-0 con un gol de Adrián Ramos en el minuto 44. Colombia se posicionó primera del grupo A, ya que Argentina y Bolivia empataron con un resultado de 1-1. El 6 de julio de 2011, Colombia se enfrentó al seleccionado Argentino, empatando sin goles el encuentro. El último partido de Colombia fue ante Bolivia el 10 de julio de 2011, al cual venció 2-0 con dos goles de Radamel Falcao García en los minutos 14 y 28. Colombia pasó a cuartos de final como primera de grupo y se enfrentó a la Selección de Perú. El partido terminó con empate 0-0 en los 90 minutos y se jugó la prórroga, en la que Perú venció con goles de Lobatón al minuto 101 y de Juan Vargas en el minuto 111.

### Eliminatorias Brasil 2014
Colombia fue uno de los seis equipos de Suramérica que clasificaron a la Copa Mundial Brasil 2014 junto a Argentina, Chile, Ecuador, Uruguay y Brasil (anfitrión). El seleccionado colombiano selló su quinta clasificación a una cita mundialista el 11 de octubre de 2013, en la penúltima fecha de las eliminatorias frente a Chile, en un histórico partido en el que remontó un 0-3 para empatar 3-3 en el estadio Metropolitano Roberto Meléndez de Barranquilla con un gol de Teófilo Gutiérrez y un doblete de Radamel Falcao García.
Colombia quedó segunda en eliminatorias con 30 puntos, solo superada por Argentina con 32, obteniendo así la mejor clasificación a un Mundial en su historia. Colombia contó con la participación de 33 futbolistas y con dos técnicos a lo largo de las eliminatorias (Leonel Álvarez y José Pékerman); con Leonel Álvarez, Colombia comenzó las eliminatorias con una victoria frente a Bolivia en el estadio Hernando Siles de La Paz por 2-1 con goles de Dorlan Pabón y Radamel Falcao García quién agónicamente anotó el gol de la victoria en el último minuto, esta fue la primera vez que Colombia lograba ganarle a Bolivia en la altura de La Paz.
El segundo encuentro se jugó en el estadio Metropolitano contra el combinado de Venezuela, el cual terminaría 1-1 con goles de Freddy Guarín para Colombia y de Frank Feltscher para la selección venezolana. Por la cuarta fecha de las eliminatorias, Colombia enfrentaría a Argentina en el estadio Metropolitano, encuentro finalizaría a favor de los argentinos por 2-1, el gol de los Colombianos lo anotaría Dorlan Pabón de tiro libre, mientras para los argentinos Lionel Messi y Sergio Agüero fueron los anotadores.
De la mano del técnico argentino José Néstor Pékerman que llegó reemplazando a Leonel Álvarez para mejorar el rendimiento de la selección, el seleccionado colombiano obtuvo resultados históricos, mejorando su estilo de juego tanto defensivo como en ataque, prueba de ello fue la goleada a Uruguay 4-0 en la Fecha 7 de las eliminatorias con doblete de Teófilo Gutiérrez, uno de Radamel Falcao García y otro de Camilo Zúñiga en el Metropolitano de Barranquilla. Otro partido histórico fue la victoria 5-0 ante Bolivia por la Fecha 11, con goles de Macnelly Torres, Carlos Valdés, Teófilo Gutiérrez, Radamel Falcao García y Pablo Armero. Un partido que marcó la historia futbolística de Colombia en las eliminatorias, ocurrió en la Fecha 8 de las eliminatorias a Brasil 2014, Colombia venció como visitante a Chile, remontando un 1-0 después del primer tiempo, a un 1-3 en la segunda etapa, siendo así la primera vez que el seleccionado colombiano marca 3 goles en territorio chileno en toda su historia de las eliminatorias, autores de estos tres goles fueron de James Rodríguez de tiro libre, Radamel Falcao García y Teófilo Gutiérrez. Colombia cerró su mejor campaña de las eliminatorias mundialistas en un partido como visitante, nuevamente remontando el marcador, esta vez frente a Paraguay, Colombia dio vuelta un resultado adverso de 1-0, con 10 jugadores desde la primera etapa por la expulsión de Freddy Guarín, venciendo en el segundo tiempo 1-2 a Paraguay, siendo el capitán de la selección Mario Alberto Yepes protagonista de los dos goles del triunfo, marcando su primer doblete con el seleccionado colombiano.
Colombia cerró una sólida eliminatoria que la clasificó a la Copa del Mundo después de 16 años de ausencia. Colombia tuvo la valla menos vencida del certamen (recibió 13 anotaciones) y la tercera delantera más efectiva con 27 anotaciones (detrás de Argentina y Chile). El máximo goleador de la Selección Colombia fue Radamel Falcao García con 9 goles, y el jugador con más minutos en las eliminatorias fue el guardameta David Ospina, quien fue titular en todos los partidos de eliminatorias y jugó 1.605 minutos. Gracias a los buenos resultados obtenidos durante las eliminatorias y en amistosos, Colombia alcanzó el 3° puesto en la Clasificación mundial de la FIFA solo por detrás de España y Alemania, logrando así la mejor posición de su historia en el ranking FIFA. Al finalizar la eliminatoria, se ubicó en el cuarto lugar y adicionalmente por primera vez en su historia fue cabeza de serie en un Mundial de Fútbol, siendo este el de Brasil 2014.

### Copa Mundial de Fútbol de 2014
De la mano del entrenador argentino José Néstor Pékerman, Colombia se clasificó en el segundo puesto de las eliminatorias para la Copa Mundial Brasil 2014 por debajo de Argentina. Por primera vez en su historia, Colombia hizo 30 puntos en las eliminatorias y también fue cabeza de serie en el Sorteo de la Copa Mundial, lo que le permitió evitar en primera ronda a las mejores selecciones en la clasificación de la FIFA, tales como Brasil, Argentina, Alemania, España. Esto fue gracias a su cuarto puesto obtenido en la Clasificación mundial de la FIFA de octubre de 2013.
En el sorteo le tocó el grupo C, junto con Grecia, Costa de Marfil y Japón, ganando los tres partidos.
Colombia logró la clasificación a octavos de final como líder del grupo C, así que su rival en octavos fue el segundo del grupo D, Uruguay. En esta ronda, la Selección colombiana salió victoriosa, ganando 2-0, siendo la primera vez en la historia en que el equipo pasaba a cuartos de final en un Mundial de fútbol.
En el enfrentamiento con Brasil en la siguiente ronda, Colombia fue derrotada 2-1, tras un polémico arbitraje. El equipo realizó un excelente trabajo en el certamen, quedando así como la quinta mejor selección del mundo (y cuarta a nivel general de puntos totales), siendo el mejor resultado obtenido en la historia de los mundiales para la Selección de Colombia.
Aunque este no fue la única distinción que recibió Colombia tras su paso por Brasil 2014. Ganó el premio Fair Play por ser la selección que promovió el juego limpio, con 5 tarjetas amarillas en 5 partidos disputados y ninguna tarjeta roja. Por su parte, el centrocampista James Rodríguez se convirtió en el máximo goleador de la cita, con 6 goles y consiguió que su primer gol marcado ante la selección de Uruguay fuera elegido como el mejor gol del Mundial. Además este gol le valió a James ganar el premio Puskás 2014 como el mejor gol del año 2014.
Además, Juan Guillermo Cuadrado fue el jugador con más asistencias y el portero Faryd Mondragón logró convertirse en el jugador más longevo en jugar un partido mundialista, al disputar 9 minutos frente a la selección de Japón. Por si fuera poco, los aficionados que estuvieron en Brasil 2014 eligieron a Colombia como la selección que mejores celebraciones realizó tras sus goles.

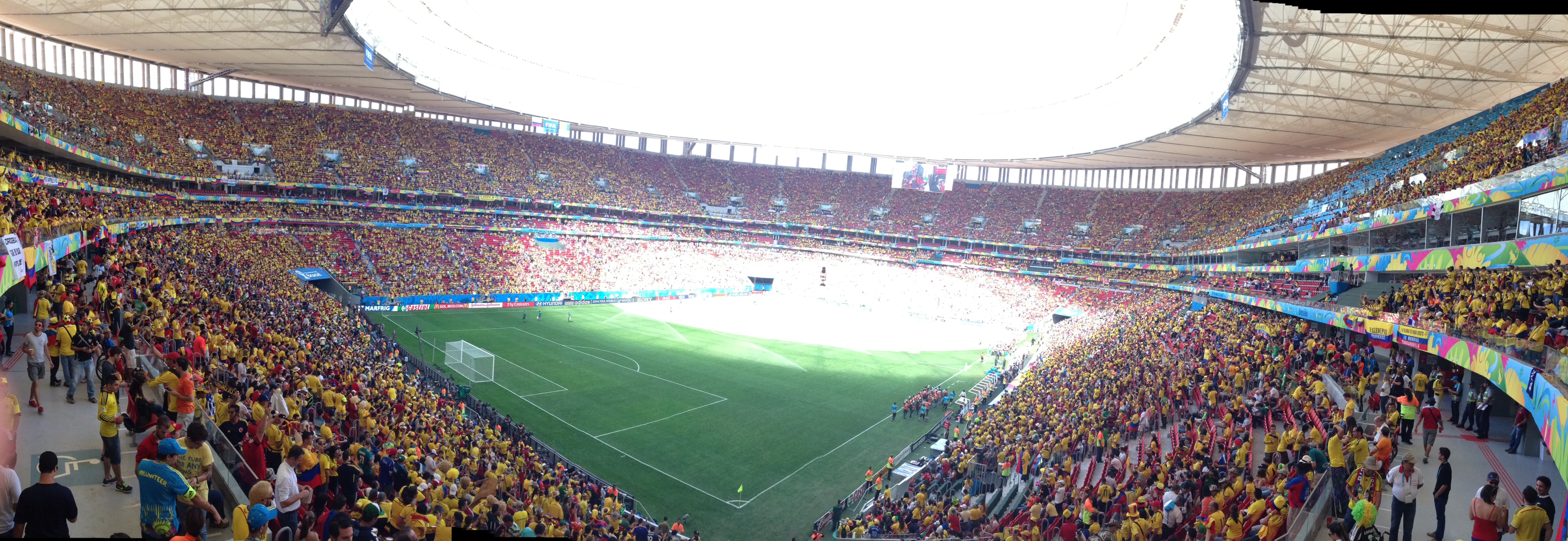
Vista panorámica del Estadio Mané Garrincha de Brasília, previo al partido Colombia-Costa de Marfil, el 19 de junio de 2014.

### Copa América 2015
Luego del sorteo presentado el 24 de noviembre de 2014 en el balneario de Viña del Mar, los colombianos, ubicados previamente en el bombo 2, junto a Uruguay y México, quedaron ubicados en el grupo C, junto con Brasil (cabeza de dicho grupo), Perú y Venezuela. La selección disputó su primer partido frente a Venezuela el domingo 14 de junio de 2015, en el Estadio El Teniente de Rancagua; posteriormente viajarán a Santiago, para enfrentar a Brasil en el estadio Monumental, el 17 de junio. Finalmente el 21 de junio, la selección colombiana finalizó la fase de grupos contra Perú, en el estadio Bicentenario Germán Becker de Temuco.
El primer partido fue el 14 de junio, cuando Colombia empezó su participación con derrota frente a la Selección de Venezuela perdiendo 0-1. El 17 de junio derrotó 1-0 a Brasil en Santiago, con gol del defensor Jeison Murillo. El 21 de junio empató 0-0 con Perú y pasó a cuartos de final como el segundo mejor tercero, para enfrentar a Argentina el 26 de junio en Viña del Mar. Este partido terminó empatado a cero goles y en la tanda de penales Colombia perdió por 5 a 4, quedando eliminado de la competición con un gol anotado y solo uno encajado.

### Copa América 2016
La Selección Colombia ganó 0-2 en el debut contra el anfitrión Estados Unidos en San Francisco, con goles del defensa Cristian Zapata al minuto 8 después de un tiro de esquina y de James Rodríguez por pena máxima. Luego contra Paraguay el 7 de junio en Los Ángeles el seleccionado colombiano ganó 2-1 con goles de Carlos Bacca a los once minutos y nuevamente James Rodríguez, para los guaraníes descontaría sobre los 70' Víctor Ayala con remate de media distancia. La Selección terminó la fase de grupos el 11 de junio Houston con una derrota 2-3 frente a Costa Rica jugando con una nómina alternativa en la que se estrenaron los goleadores Frank Fabra y Marlos Moreno, mientras para la visita anotaron Johan Venegas, Frank Fabra en propia puerta y cerró Celso Borges. A pesar de la derrota, Colombia pasó a la siguiente fase.

En los cuartos de final, en Nueva York, la Selección Colombia venció por penales a Perú; por Colombia marcaron James Rodríguez, Juan Guillermo Cuadrado, Dayro Moreno y Sebastián Pérez, y para los peruanos, Raúl Ruidíaz y Renato Tapia; erró Miguel Trauco con atajada de David Ospina y el tiro de Christian Cueva salió desviado. Colombia volvería a una semifinal de Copa América después de doce años desde 2004. En semifinales, Colombia enfrentó en Chicago a Chile, ante el que caería por 2 a 0 con goles de Charles Aránguiz y José Pedro Fuenzalida. Colombia jugó el partido por el tercer puesto otra vez frente a los Estados Unidos en Phoenix, ganando por la mínima diferencia con gol de Carlos Bacca quedándose con el tercer puesto de Copa América.

### Eliminatorias Rusia 2018
La Selección Colombia inició las eliminatorias suramericanas el 8 de octubre de 2015 enfrentando de local en Barranquilla a Perú, que venía de hacer un buen papel en la Copa América 2015, el partido terminó con victoria de Colombia 2-0 con goles de Teófilo Gutiérrez y Edwin Cardona, 5 días después visitaron a Uruguay en Montevideo, el juego terminó a favor de los locales 3-0 con goles de Diego Godín, Diego Rolán y Abel Hernández. Para esta primera ronda, la selección no contó con James Rodríguez, debido a una lesión que lo aquejó varias semanas, producto de un golpe sufrido en un partido amistoso previo al inicio de la Eliminatoria en Nueva Jersey contra Perú. El 12 de noviembre enfrentó en la tercera fecha a Chile en el Estadio Nacional de Santiago, el partido terminó 1-1 con gol de Arturo Vidal para los locales, el empate para Colombia fue anotado por James Rodríguez, el 17 de noviembre jugaría de local en Barranquilla contra Argentina donde perderían por la mínima diferencia con gol de Lucas Biglia.
El 24 de marzo de 2016 la selección visitó a Bolivia en el estadio Hernando Siles de La Paz donde lograría su segunda victoria consecutiva en La Paz, el juego terminó 2-3 a favor de Colombia con goles de James Rodríguez, Carlos Bacca y Edwin Cardona en el último minuto, mientras que para los locales marcaron Juan Carlos Arce y Alejandro Chumacero, cinco días después jugaron contra Ecuador en el estadio Metropolitano de Barranquilla donde lograría ganarle al hasta entonces líder de la eliminatoria 3-1 con doblete de Carlos Bacca y otro de Sebastián Pérez, para la visita marcaría Michael Arroyo. En septiembre se reanudaron las eliminatorias, donde la selección jugó de local en Barranquilla contra Venezuela, ganando 2-0 con goles de James Rodríguez y Macnelly Torres, desde 2007 Colombia no le ganaba a Venezuela. El 6 de septiembre Colombia visitó en Manaus a Brasil, donde el marcador sería 2-1 a favor de los locales, con goles de Joao Miranda y Neymar, el descuento fue con el autogol de Marquinhos. En octubre se realizaron las fechas 9 y 10, donde Colombia visitó en Asunción a Paraguay, allí cerró la primera ronda ganando 0-1 con gol de Edwin Cardona al minuto 90+1 y ganó por quinta vez consecutiva en Paraguay por Eliminatorias. El 11 de octubre comenzó la segunda ronda donde Colombia recibió a Uruguay en Barranquilla donde empató a dos goles, con anotaciones de Abel Aguilar y Yerry Mina para Colombia, mientras para Uruguay los goles fueron de Cristian Rodríguez y Luis Suárez. El 10 de noviembre Colombia recibió a Chile en Barranquilla empatando a cero. En la fecha 12 visitó a Argentina en San Juan con una derrota por 3-0 con goles Lionel Messi, Lucas Pratto y Ángel Di María cerrando el año en la sexta posición con 18 puntos.
Las eliminatorias se reanudaron el 23 de marzo de 2017 con la fecha 13, donde Colombia recibió a Bolivia en Barranquilla, ganando 1-0 con gol de James Rodríguez llegando a 21 puntos. El 28 de marzo visitaron a Ecuador en Quito dando la sorpresa al ganar 2-0 con goles de James Rodríguez y Juan Guillermo Cuadrado, después de 20 años de no vencer a Ecuador en condición de visitante, con esto llegó a 24 puntos ubicándose en el segundo lugar de la tabla detrás de Brasil. El 31 de agosto se jugó la fecha 15, Colombia visitó a Venezuela en San Cristóbal allí sacaron un empate al igualar sin goles, llegando a 25 puntos. El 5 de septiembre, en la fecha 16, recibió en Barranquilla a Brasil sacando un empate valioso a un gol, el primero fue de Willian, mientras que Radamel Falcao García empató el juego para los locales. En la penúltima fecha la selección recibió en su último partido en Barranquilla a Paraguay donde Colombia cayó por 1-2, con goles de Oscar Cardozo y Antonio Sanabria para los paraguayos, mientras que Radamel Falcao García descontó para los locales, colocando en peligro la clasificación. El 10 de octubre visitó a Perú en Lima con empate 1-1, James Rodríguez anotó para la tricolor y para los locales marcó Paolo Guerrero, certificando su sexta participación orbital. Colombia clasificó a Rusia 2018 con 27 puntos en el cuarto lugar. El máximo goleador de la selección fue James Rodríguez con 6 goles, quien además dio 4 asistencias, y el jugador con más minutos en las eliminatorias fue el guardameta David Ospina, quien fue titular en todos los partidos y jugó 1.620 minutos.

### Copa Mundial de Fútbol de 2018

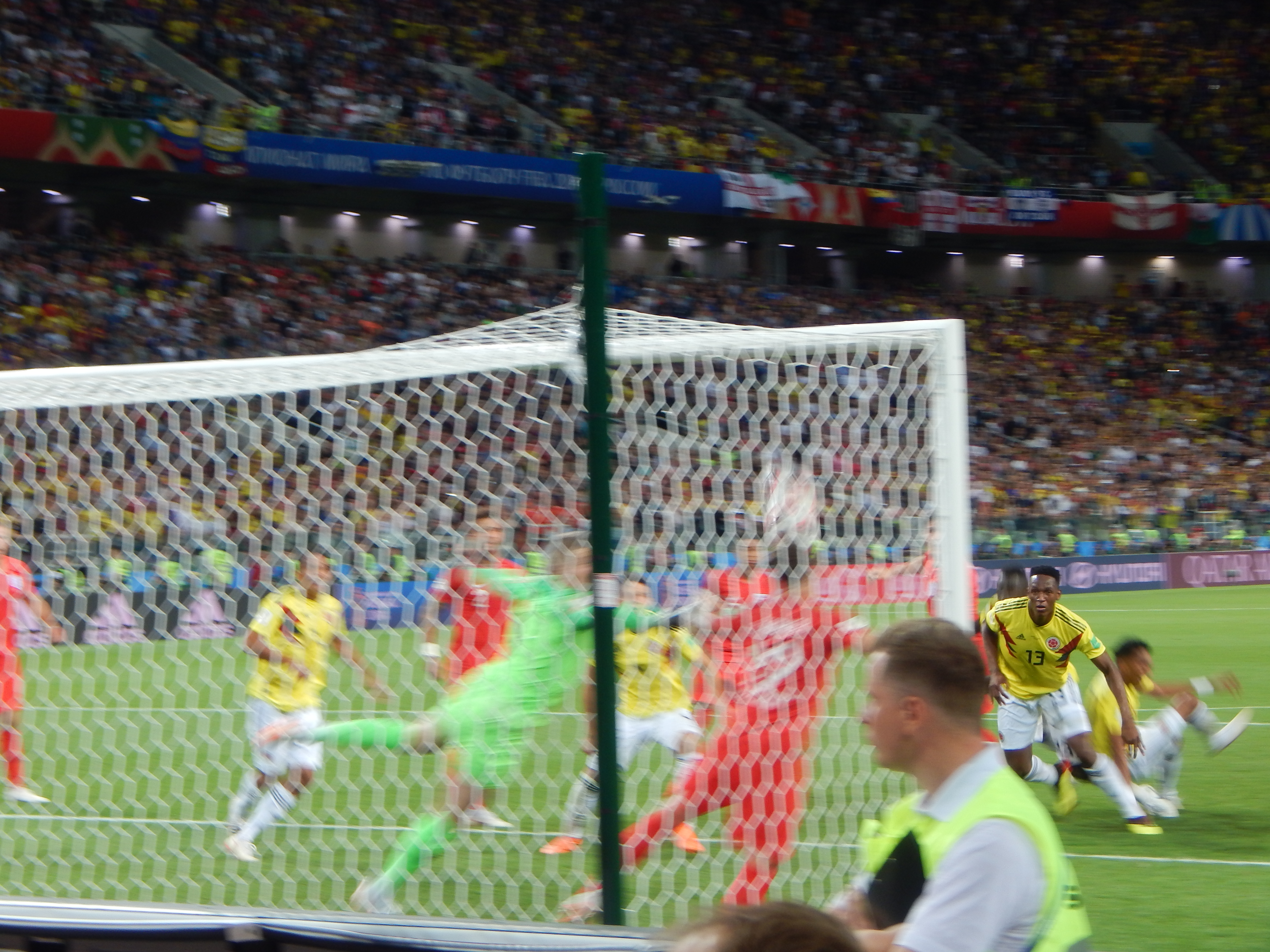
Gol agonico de Yerry Mina en octavos de final que logro el empate frente a Inglaterra en el Mundial de Rusia 2018.

Colombia se clasificó con 27 puntos en el cuarto puesto de las eliminatorias para la Copa Mundial Rusia 2018. En el sorteo realizado el día 1 de diciembre de 2017 en el Palacio Estatal del Kremlin en Moscú, la selección quedó en el grupo H junto a Polonia, Senegal y Japón. 
En el primer partido del torneo Colombia se enfrentó a Japón y cayó derrotada por 1-2. El gol de Colombia lo marcó Quintero tras un lanzamiento de falta. En su segundo partido frente a Polonia, Colombia venció por marcador de 3-0, desplegando un fútbol exquisito y además su máximo goleador histórico Radamel Falcao García marcó su primer gol en un mundial, los demás goles fueron marcados por Yerry Mina y Juan Guillermo Cuadrado. El tercer encuentro disputado contra Senegal, Colombia lo ganó 1-0 y clasificó a octavos de final con anotación del defensor Yerry Mina luego de rematar de cabeza un tiro de esquina por lateral derecho (Min. 73). 
En los octavos de final Colombia se enfrentó a Inglaterra, tras un agónico empate 1-1 en el minuto 90+3 con gol de Yerry Mina el conjunto de Pékerman perdió 3-4 en penales, quedando así eliminado del campeonato mundial.
Al terminar el Mundial de Rusia 2018, el director técnico José Pékerman decidió renunciar a la selección culminando un ciclo de 7 años. La selección inició un nuevo camino rumbo a la Copa América 2019 y las eliminatorias a Catar 2022 con Arturo Reyes como director técnico interino en los amistosos de septiembre y octubre de 2018 donde enfrentó a Venezuela con una victoria 2-1, un empate con Argentina y en octubre se enfrentó a Estados Unidos donde ganó por 2-1. Los amistosos de este año finalizaron con victoria 3-1 ante Costa Rica. Ya en el 2019, la federación se reunió varias veces con Carlos Queiroz durante el mes de febrero, el cual asumió oficialmente como nuevo director técnico el 7 de febrero, fijando como principales retos a la Copa América 2019 en Brasil y las Eliminatorias Sudamericanas a Catar 2022. Queiroz debutó el 22 de marzo en el partido amistoso contra Japón en la ciudad de Yokohama, siendo considerado por algunos como una "revancha" del partido en el Mundial Rusia 2018 donde vencieron a Colombia por 1-2. En esta ocasión, la "tricolor" ganó por 0-1 a los locales. El 26 de marzo, visitó a Corea del Sur en Seúl cayendo por 2-1.
El 3 de junio de 2019, la selección jugó un amistoso con Panamá previo a la Copa América 2019 en el El Campín de Bogotá, ganando por 3-0. El 9 de junio visitó a Perú en Lima en su último juego preparatorio donde ganó 0-3. El 15 de junio, la selección debutó en la Copa América 2019 enfrentando a Argentina en donde venció por 0-2. El 19 de junio se enfrentó a Catar donde el juego estuvo muy parejo, pero al final ganó Colombia 1-0. La selección finalizó la fase de grupos el 23 de junio enfrentando a Paraguay al cual ganó Colombia por 1-0. Con este triunfo, Colombia se ubicó como líder del grupo B con 9 puntos. En los cuartos de final Colombia se enfrentó a Chile en donde empataron 0-0 en los 90 minutos. Luego cayó 4-5 en la tanda de penales tras un penal errado por William Tesillo. Pese a la eliminación, Colombia terminó el certamen invicta y sin recibir goles.
Después de la Copa América 2019, la selección afronto duelos amistosos en el mes de septiembre donde se enfrentó en Miami a la actual campeona de América: Brasil, donde igualaron 2-2. El 10 de septiembre en Tampa se enfrentó a Venezuela, partido que terminó 0-0. El 12 de octubre, la selección afronto duelos amistosos en Europa, en Alicante enfrentó a Chile donde igualaron 0-0. El 15 de octubre se enfrentó en Lille a Argelia donde el técnico Carlos Queiroz experimentó y cambió la formación a un equipo alterno, la selección cayó goleada por 3-0. En noviembre del mismo año, la selección derrotó en Miami a Perú por 1-0. El 19 de noviembre en Harrison enfrentó a Ecuador donde venció por 1-0, cerrando el año 2019 con un saldo de 8 victorias, 4 empates y 2 derrotas.
Artículo principal: Anexo:Colombia en la clasificación de Conmebol para la Copa Mundial de Fútbol de 2022
La selección de Colombia inicio las Eliminatorias rumbo a Catar 2022 el 9 de octubre de 2020 con la primera fecha, donde enfrentó a Venezuela en Barranquilla, goleándolo 3-0 con goles de Duván Zapata y doblete de Luis Muriel. Días después por la segunda fecha, Colombia viajaría a Santiago para enfrentar a Chile empatando 2-2 donde Colombia comenzó ganando con gol de Jefferson Lerma, luego los locales dieron vuelta con goles de Arturo Vidal de penal y Alexis Sánchez, parecía que el local se quedaría con la victoria, cuando Radamel Falcao anotó para el empate final. En noviembre del mismo año por las fecha 3 recibió como local en Barranquilla a Uruguay, donde en un partido bastante bajo para Colombia, los visitantes dominaron y golearon 3-0 con goles de Edinson Cavani, Luis Suárez de penal y Darwin Núñez. El 17 de noviembre por la fecha 4, Colombia visitó a Ecuador en Quito, donde el rendimiento no cambio para los cafeteros y donde los locales lograron una amplia ventaja en el primer tiempo con goles de Robert Arboleda, Ángel Mena, Michael Estrada y Xavier Arreaga, luego James Rodríguez descontó de penal, en el segundo tiempo Gonzalo Plata y Pervis Estupiñán sentencian la goleada 6-1, dejando a Colombia en la séptima casilla con 4 unidades. El 1 de diciembre, la federación anuncia la desvinculación de Carlos Queiroz.
Las fechas 5 y 6 que debieron jugarse en marzo no se pudieron jugar, debido a la Pandemia de Covid-19. Las selecciones a las que se enfrentaría en estas fechas habrían sido Brasil como local y Paraguay como visitante. La fecha, 7 (5) disputada el 3 de junio, debutó Reinaldo Rueda al mando como nuevo director técnico de la selección y se estrenaría con victoria en Lima ante Perú, ganando por 3-0 con goles de Yerry Mina de cabeza, Mateus Uribe nuevamente de cabeza tras una espectacular jugada de Juan Guillermo Cuadrado y cerro la goleada tricolor, Luis Díaz tras un derechazo. El 8 de junio , por la fecha 8 (6), la selección recibió en Barranquilla al combinado de Argentina donde en los primeros 10 minutos la tricolor la perdía por 0-2 con goles de Cristian Romero y Leandro Paredes para la visita pero en el segundo tiempo, Colombia reacciono por medio de un penal convertido por Luis Muriel y con la espectacular actuación del portero colombiano David Ospina tras sendas atajadas ante los disparos de Lionel Messi y cuando el partido estaba a punto de finalizar apareció en el minuto 90+4 Miguel Borja para sellar el empate agónico y salvar una unidad. Subiendo a la 5.º Posición con 8 unidades.
En septiembre de 2021 se reanudaron las Eliminatorias Mundialistas con las fechas 9 (7), 6 (8) y 10 (9) respectivamente donde el 2 de septiembre, la Tricolor visitó a Bolivia en la altura de La Paz donde igualaron 1-1 con goles de Roger Martínez para adelantar al combinado patrio pero a falta de 8 minutos para el cierre, Fernando Saucedo empató para los locales con un certero remate de media distancia. El 5 de septiembre, la selección viajó a Asunción para enfrentarse a Paraguay volviendo a igualar 1-1 con goles de Antonio Sanabria para adelantar a los Guaraníes pero con dominio de Colombia donde en el segundo tiempo Juan Guillermo Cuadrado igualaría por medio de un penal llegando a 10 unidades. El 9 de septiembre se cerraba la fecha triple de eliminatoria donde la selección recibió en Barranquilla a Chile donde de principio a fin, Los Cafeteros dominaron el partido derrotando a los Australes por 3-1 con un doblete de Miguel Borja el primero de penal y un minuto después tras un pase excepcional de Yairo Moreno y una pared de Rafael Santos Borré dejó a Borja mano a mano con Claudio Bravo para el segundo tanto, en el segundo tiempo, Chile salió decidido en busca del descuento y lo consiguió a través Jean Meneses tras una desconcentración en defensa, pero la Tricolor volvió a tomar el ritmo del partido y Luis Díaz apareció para el tercer gol y sentenciar la magnífica victoria colombiana, rompiendo una mala racha de 20 años sin poder vencer a Chile como local por eliminatorias (la última había sido en 2001 en la eliminatoria rumbo a Corea del Sur y Japón 2002) llegando a 13 unidades estando en la 5.º posición y con una diferencia en 0.
En octubre se reanudaron las Eliminatorias Mundialistas por segunda ocasión serán triples nuevamente con las fechas 11 (10), 5 (11) y la 12 donde la selección visitó a Uruguay en Montevideo el 7 de octubre donde la Tricolor saco un valioso empate sin goles 0-0 después de 20 años de no poder sacar puntos en Uruguay llegando a 14 unidades estando en la 5.º posición, luego recibió al líder de las eliminatorias, la selección de Brasil en Barranquilla donde en un intenso partido de ida y vuelta, la tricolor igualo sin goles 0-0 quitándole el invicto de victorias a Brasil y llegando a 15 unidades siguiendo en la 5.º posición. El 10 de octubre y finalmente recibió como local en Barranquilla a Ecuador donde la Tricolor volvió a empatar sin goles 0-0 en un duelo bastante cortado y con poco fútbol por ambas selecciones. Sin embargo la selección escalo una posición al llegar a la 4.º posición con 16 puntos, gracias a las derrotas de Uruguay ante Brasil, Paraguay ante Bolivia y Perú ante Argentina respectivamente.
En noviembre se reanudaron las Eliminatorias Mundialistas con las fechas 13 y 14 donde la "Tricolor" visitó a Brasil en la ciudad de São Paulo cayendo por la mínima 1-0 con gol de Lucas Paquetá bajando a la 5.º posición. El 16 de noviembre recibió en casa a Paraguay en Barranquilla donde la selección volvió a igualar sin goles 0-0 donde mereció más por el trámite del partido sin embargo gracias a las derrotas de Uruguay y de Chile, la selección subió nuevamente a la 4.ª posición con 17 unidades estando en puestos de clasificación cerrando el año 2021.
El 27 de enero y el 1 de febrero de 2022, las Eliminatorias se reanudaron con las fechas 15 y 16, la selección recibió a Perú en Barranquilla, donde cayó por la mínima con gol de Edison Flores, alejándose de los puestos de clasificación. Luego viajó para enfrentarse a la selección Argentina en la ciudad de Córdoba donde volvió a caer por la mínima 1-0 con gol de Lautaro Martínez desvaneciendo sus posibilidades de llegar al Mundial al caer a la 7.º posición con 17 puntos y -3 en diferencia de gol aunque matemáticamente tiene posibilidades de clasificar muy remotas. Finalmente en el mes de marzo se disputó la Fecha 17 donde recibió la visita de Bolivia en Barranquilla logrando una contundente victoria por 3-0 con goles de Luis Díaz, Miguel Borja y Mateus Uribe llegando a 20 unidades y corrigiendo la diferencia en 0, manteniendo la ilusión de clasificar en la última jornada. El 29 de marzo, la Tricolor cerró la eliminatoria visitando a Venezuela en Ciudad Guayana, en donde ganaron por la mínima 0-1 con gol de James Rodríguez después de 26 años sin ganar por eliminatorias en territorio venezolano, sin embargo, luego de que Perú venciera a Paraguay, Colombia quedó eliminado de la Copa Mundial de Catar 2022, lo cual no sucedía desde 2010
En las eliminatorias a la Copa Mundial de la FIFA Catar 2022, la Selección de Colombia obtuvo el 6.º puesto con 23 puntos y no logró clasificarse al Mundial que se celebra en Catar, Colombia quedó a 1 punto de Perú, que se clasificó al Repechaje del Mundial del 2022 pero no clasificó. Los técnicos Carlos Queiroz y Reinaldo Rueda estuvieron a cargo de las eliminatorias.
En 2022, Néstor Lorenzo, exasistente de José Pekerman, fue nombrado nuevo técnico de la selección de Colombia con la misión de preparar al equipo para la Copa América 2024 y las Eliminatorias rumbo al Mundial de Canadá, Estados Unidos y México 2026.
El 7 de septiembre de 2023, la selección de Colombia inició su camino hacia el Mundial 2026 en el Estadio Metropolitano de Barranquilla, enfrentando a Venezuela y ganando 1-0. Inicialmente, Luis Díaz marcó un gol que fue anulado por fuera de juego. Sin embargo, en el minuto 46, Rafael Santos Borré abrió el marcador con el primer gol de todas las eliminatorias internacionales.
Después de la victoria ante Venezuela, la selección viajó a Chile para enfrentarse a la selección chilena. El último encuentro de Colombia como visitante ante Chile había terminado en un empate 2-2. El partido comenzó de manera desafortunada para Colombia, ya que Yerry Mina, pieza clave en la defensa, se lesionó en el minuto 26, siendo sustituido por Davinson Sánchez. El primer tiempo terminó sin goles. En el segundo tiempo, al minuto 73, Arturo Vidal se lesionó y fue sustituido por Charles Aránguiz. Después de un tiro libre ejecutado por Alexis Sánchez, Guillermo Maripán anotó un gol que fue anulado tras la revisión del VAR por fuera de juego. El partido concluyó con un empate 0-0.
El 12 de octubre de 2023, la selección recibió a Uruguay en casa, donde empataron 2-2, con gol de James Rodríguez, con empate de Mathias Olivera al inicio del segundo tiempo, pero instantáneamente Mateus Uribe hizo el segundo para Colombia, pero en la agonía del juego, Camilo Vargas fue expulsado y fue penal para Uruguay, donde instantáneamente Darwin Núñez hizo el empate, Luego el 17 de octubre viajó a Quito para medirse a Ecuador en el Estadio Casablanca, el último enfrentamiento y el único en el Casablanca fue una derrota escandalosa por 6-1, pero en este hubo empate 0-0, con 2 goles anulados por el VAR a Luis Díaz y a Carlos Cuesta, y con un penal atajado a Luis Díaz, Colombia caería del tercer al quinto puesto.
El 16 de noviembre de 2023 recibieron a Brasil en el Estadio Metropolitano, donde Colombia ganaría por 2-1, el gol de Brasil llegaría al minuto 4 por Gabriel Martinelli, el primer tiempo acabaría con un 0-1 a favor de Brasil, pero luego en el minuto 75 Luis Díaz marcaría de cabeza con un centro de Cristian Borja, y 4 minutos después un centro de James Rodríguez sería cabeceado por Luis Díaz y marcaría el 2-1 a favor de Colombia, esto sería histórico  
ya que por primera vez en la historia la selección de Colombia le ganaría a Brasil en unas eliminatorias internacionales, luego de este partido viajaron a Asunción para jugar con Paraguay el 21 de noviembre donde logró vencer a los guaraníes 0-1 con gol de penal de  Rafael Santos Borré logrando quedar en la tercera posición con 12 unidades, siendo uno de los mejores arranques de Colombia en unas eliminatorias.  Después de esa fecha, la selección jugó dos amistosos ante Venezuela en Fort Lauderdale ganando por 1-0 con autogol de Andrés Ferro, luego en Los Ángeles ante México para finalizar el año 2023. La selección logró un gran triunfo ante los aztecas ya que inicio perdiendo con dos goles de ventaja de Omar Govea y Guillermo Martínez pero la tricolor reacciono rápido con goles de Andrés Reyes, Roger Martínez y Carlos Gómez cerrando el año 2023 de la mejor manera. En marzo de 2024, la selección como preparación a la Copa America 2024  jugó dos amistosos en Europa donde el 22 de marzo, se enfrentó a España en Londres mostrando un excelente juego logrando vencer en duelos oficiales a los españoles por 0-1 con un golazo de tijereta de Daniel Muñoz tras una asistencia de lujo de Luis Díaz. El 26 de marzo, viajaron a Madrid donde se enfrentó a Rumania siendo su mayor verdugo en los pasados mundiales de Estados Unidos 1994 y Francia 1998 pero en esta ocasión, la selección cobro Venganza y derroto por 3-2 con goles de Jhon Córdoba, Jhon Arias y Yaser Asprilla mientras que para los rumanos marco en los minutos finales Ianis Hagi y Florin Tănase llegando a un invicto de 18 partidos sin caer en la era de Néstor Lorenzo y en general a 21 partidos.
La Tricolor inició una vez más su participación en la Copa América 2024, ubicado en el Grupo D junto a Brasil, Paraguay y Costa Rica, el 24 de junio debutó ante Paraguay en Houston, logrando vencer a los guaraníes por 2-1 con goles de Daniel Muñoz y Jefferson Lerma ambos de cabeza en el juego aéreo, mientras que Julio Enciso logró descontar para los paraguayos. En la fecha 2, Colombia se enfrentó a Costa Rica en Glendale logrando golear a los ticos por 3-0 con goles de Luis Díaz de penal mientras que Davinson Sánchez anotó de cabeza nuevamente de pelota quieta y Jhon Córdoba cerró la goleada, consiguiendo la clasificación a cuartos de final anticipadamente, en la última fecha en Santa Clara la tricolor cerró la fase de grupos enfrentando a Brasil con el objetivo de quedar primero del grupo donde igualaron 1-1 con goles de Raphinha de tiro libre adelantando a la Canarinha, pero Daniel Muñoz igualó el encuentro, logrando la primera posición del grupo con 7 unidades. 
En cuartos de final, la Tricolor, enfrentó a Panamá en Glendale donde goleó a los canaleros por 5-0 con goles de Jhon Córdoba, James Rodríguez de penal, Luis Díaz, Richard Ríos y Miguel Borja también de pena máxima, clasificando a semifinales de la Copa América.
En semifinales, la Selección enfrentó a Uruguay en Charlotte. Con un gol de Jefferson Lerma, consiguió vencer a los charrúas y alcanzó la final de Copa América después 23 años, a la vez que logró superar el invicto de 27 partidos sin perder obtenido entre 1992 y 1994.
En la disputa por la final, en el tiempo regular igualó 0-0 pero tras un gol agónico de Lautaro Martínez en el minuto 112 para la Selección de Fútbol de Argentina, Colombia quedó subcampeona. De igual manera, James Rodríguez fue elegido como el mejor jugador del torneo.